# Arturo Luis Luna
Arturo Luis Luna Tapia (20 de julio de 1984, Ovejas, Sucre, Colombia) es un biólogo, bioquímico, inmunólogo, microbiólogo, biotecnólogo, biomédico, parasitólogo y científico colombiano. Ejerció como ministro en el Ministerio de Ciencia, Tecnología e Innovación de Colombia, del gobierno de Gustavo Petro entre agosto de 2022 y abril de 2023.

## Biografía
Arturo Luna nació en un humilde hogar del corregimiento Flor del Monte ubicado en la subregión Montes de María en el municipio de Ovejas (Sucre) al norte de Colombia. Su padre campesino y comerciante, su madre ama de casa campesina y analfabeta. Luna tiene seis hermanos, uno de ellos mujer. Durante su juventud tuvo que sufrir la violencia destada por el paramilitarismo en su región y vivir de cerca hechos de extrema violencia que afectaron a algunos de sus familiares y amigos como lo fue la masacre de El Salado.

### Formación Académica
A principios del año 2002 se mudó a la ciudad de Sincelejo a realizar sus estudios universitarios en la Universidad de Sucre donde estudió biología con énfasis en Biotecnología y Biomédica. Aplicó a una beca fulbright y tras obtenerla viajó en el año 2011 a los Estados Unidos a estudiar en la Universidad Estatal de Louisiana y en 2015 se trasladó a la Universidad de Tennessee en la ciudad de Memphis donde completó sus estudios y obtuvo un doctorado en Ciencias Biomédicas con énfasis en Microbiología, Inmunología, Bioquímica.
En dicha institución hizo su estancia posdoctoral en una investigación del Departamento de Farmacia Clínica y Ciencia Traslacional. Igualmente obtuvo una especialización en Gestión Pública de la Escuela Superior de Administración Pública (ESAP).

### Vida Profesional
Durante el tiempo que vivió en los Estados Unidos, Luna realizó múltiples estudios en el campo de la biotecnología y la biomédica. Se desempeñó como presidente de investigación del Departamento de Microbiología, Inmunología y Parasitología de la Universidad Estatal de Louisiana y del Programa de Ciencias Biomédicas Integradas, del Departamento de Farmacia Clínica, la División de Terapias Clínicas Experimentales y la Facultad de Farmacia de la Universidad de Tennessee.
Luna continuó viviendo y trabajando en los Estados Unidos hasta el año 2018 cuando falleció su padre y decidió regresar a Colombia. Desde el 14 de febrero de 2019 hasta el 19 de junio de 2022 se desempeñó como Gestor de Ciencia y Tecnología del Ministerio de Ciencia, Tecnología e Innovación.
El 14 de agosto de 2022 fue designado como Ministro de Ciencia, Tecnología e Innovación de su país por el presidente Gustavo Petro. Tomó posesión el 17 del mismo mes.

## Controversias
Fue objeto de una demanda de nulidad de su cargo cuando fue designado como Gestor de Ciencia y Tecnología en Colciencias en enero del 2020, según el demandante, por el no cumplimiento de los requisitos legales para validar las certificaciones expedidas en el exterior y el no cumplimiento de los requisitos legales para desempeñar el cargo.  En atención a dicha demanda, que fue radicada en la Oficina de Control Interno, se emitió un oficio por parte del Minciencias, con fecha del 30 de marzo, en el que informan los hallazgos y el plan de mejora propuesto, indicando que efectivamente tras una revisión exhaustiva de los documentos presentados por Luna Tapia no se cumple con los requisitos legales exigidos para validar las certificaciones expedidas en el exterior.
Luna Tapia dijo que espera la notificacion del Consejo de Estado y que una vez reciba la notificacion acalarará cualquier duda al respecto. En declaraciones a a Noticias Caracol dijo: «Nunca me informaron de una investigación en curso que hubiera sido lo más pertinente, lo más correcto, nunca me pidieron explicaciones y lo que sí tengo claro es que, en todo momento, actué de forma correcta y debo aclarar que eso no va a interferir en mi labor como ministro.»